# Pattinaggio artistico a rotelle ai World Skate Games
Il pattinaggio artistico a rotelle è inserito nel programma dei World Skate Games dalla prima edizione che si è svolta nel 2017.

## Edizioni
| Giochi | Anno | Sede         | Gare |
| ------ | ---- | ------------ | ---- |
| I      | 2017 | Nanchino     | 24   |
| II     | 2019 | Barcellona   | 24   |
| III    | 2022 | Buenos Aires | 22   |
| IV     | 2024 | Roma         | 21   |

## Medagliere complessivo
Aggiornato alla quarta edizione
| Posiz. | Nazione       | Oro | Argento | Bronzo | Totale |
| ------ | ------------- | --- | ------- | ------ | ------ |
| 1      | Italia        | 46  | 46      | 43     | 135    |
| 2      | Spagna        | 16  | 14      | 17     | 47     |
| 3      | Portogallo    | 7   | 8       | 10     | 25     |
| 4      | Argentina     | 6   | 6       | 10     | 22     |
| 5      | Germania      | 5   | 2       | 1      | 8      |
| 6      | Taipei cinese | 3   | 3       | 5      | 11     |
| 7      | Stati Uniti   | 3   | 1       | 0      | 4      |
| 8      | Brasile       | 2   | 1       | 1      | 4      |
| 9      | Colombia      | 1   | 3       | 2      | 6      |
| 10     | Russia        | 1   | 2       | 0      | 3      |
| 11     | India         | 1   | 1       | 0      | 2      |
| 12     | Francia       | 0   | 1       | 1      | 2      |
| 13     | Romania       | 0   | 1       | 0      | 1      |
| 13     | Paraguay      | 0   | 1       | 0      | 1      |
| 13     | Paesi Bassi   | 0   | 1       | 0      | 1      |
| Totale | Totale        | 91  | 91      | 91     | 273    |